# حاسوب عام

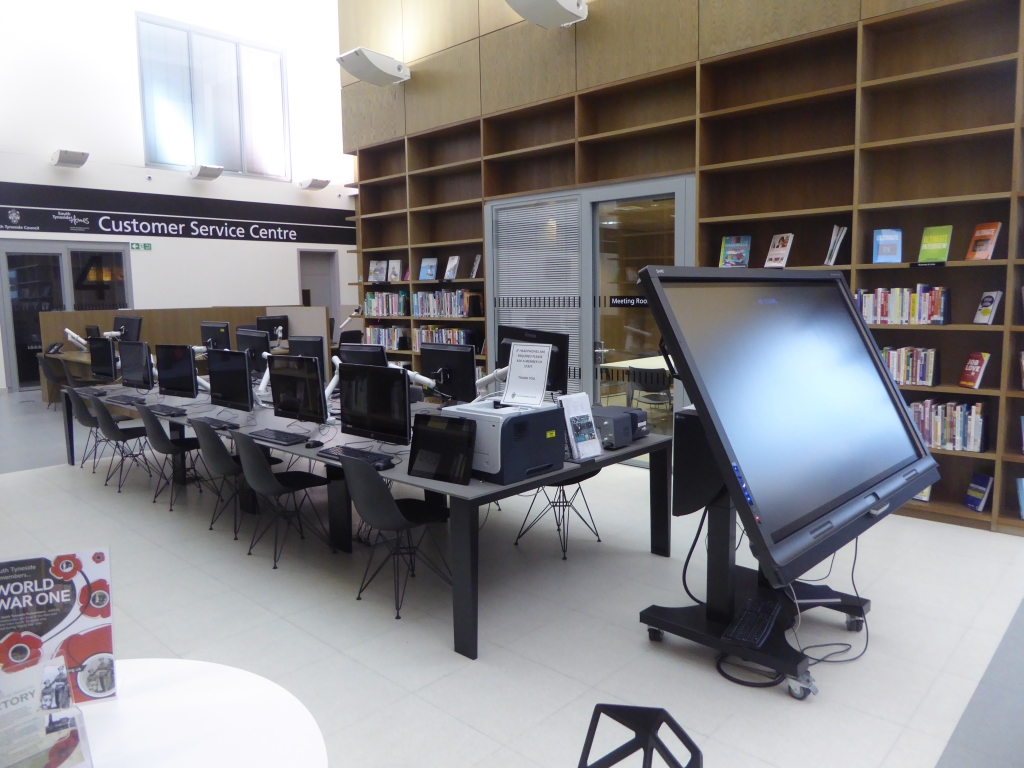

الحاسب العام حاسب متاح في مكان عام، وهو موجود في المكتبات العامة، المدارس، أو المرافق الحكومية.

جميع الحاسبات العامة تتكون من نفس الأجهزة والبرمجيات وجميعها مرتبطة بحاسب شخصي، على كل حال دور ووظيف الحاسب العام مختلف تماماً. يستخدم حاسب الوصول العام على مدار اليوم من قبل العديد من الأفراد غير الموثوق بهم، ويجب تأمين الجهاز ضد أي اعتداء سواء كان متعمد أم غير متعمد، كما المستخدمين لا يمكنهم تغيير الإعدادات أو تثبيت البرامج، بعكس الحاسب الشخصي المستخدم من قبل شخص واحد مسؤول ويستطيع برمجة الجهاز حسب تفضيلاته. 

غالباً يتم تزويد الحاسب العام ببعض الأدوات مثل نظام حجز الحاسب الآلي لتنظيم الوصول.

أول مركز حاسب آلي عام في العالم هو Marin Computer Center في كاليفورنيا، أنشئ بواسطة David and Annie Fox عام 1977 م.

## الحاسبات العامة في الولايات المتحدة

### حاسبات المكتبات
في الولايات المتحدة وكندا، جميع المكتبات العامة تقريباً متوفر لديها حاسبات عامة ليستخدمها رواد المكتبة، على الرغم من أن بعض المكتبات تضع وقت معين للمستخدمين حتى يتسنّى للآخرين أخذ دورهم لاستخدام الحاسب وإبقاءالمكتبة أقل ازدحاماً. كما يسمح للمستخدمين طباعة المستندات التي قاموا بإنشائها داخل الحاسب. من الذكاء عند استخدام الحاسب العام إحضار وحدة الذاكرة الفلاشة لأخذ المستندات إلى المنزل إن احتاج الأمر.

### حاسبات المدارس
الحكومة في الولايات المتحدة تقدم مبلغاً من المال إلى العديد من مجالس المدارس لشراء حاسبات للتطبيقات التعليمية كما يوجد دائماً وصول للإنترنت في تلك الأجهزة، لكن بعض المدارس تضع حجب الخدمة للحد من المواقع التي يمكن للطلبة دخولها وحصرها في المصادر التعليمية فقط، مثل ويكيبيديا أو قوقل. بالإضافة إلى التحكم بالمحتويات التي يراها الطلاب، وضع الحجب يساعد أيضاً في جعل الحاسب محمي من خلال منع الطلاب من تنزيل البرامج الضارة والتهديدات الأخرى. من جهة أخرى، فإن فعالية نظام تنقية المحتوى مشكوك فيها حيث يمكن وبسهولة اختراقها بواسطة مواقع البروكسي، وشبكات Virtual Private ولنظام حماية أقل أيضاً فإن معرفة عنوان ال IP للمواقع المرغوبة يكفي لدخولها.